# Gran Premio di Siracusa 1951
Il Gran Premio di Siracusa 1951 è stata una gara extra-campionato di Formula 1 tenutasi l'11 marzo 1951 sul Circuito di Siracusa, in Sicilia. La gara, disputatasi su un totale di 80 giri, è stata vinta da Luigi Villoresi su Ferrari 375.

## Gara

### Risultati
| Pos | Nr | Pilota              | Vettura           | Giri | Tempo/Ritiro |
| --- | -- | ------------------- | ----------------- | ---- | ------------ |
| 1   | 24 | Luigi Villoresi     | Ferrari 375       | 80   | 2h57'31.6    |
| 2   | 18 | Dorino Serafini     | Ferrari 212       | 80   | + 45.5       |
| 3   | 16 | Rudi Fischer        | Ferrari 212       | 80   | + 55.5       |
| 4   | 2  | Henri Louveau       | Talbot-Lago T26GS | 80   | + 1'01.8     |
| 5   | 4  | Louis Rosier        | Talbot-Lago T26C  | 80   | + 2'01.8     |
| NC  | 20 | Alberto Ascari      | Ferrari 375       | 69   | Motore       |
| NC  | 10 | Pierre Staechelin   | Ferrari 166S      | 68   | -            |
| Rit | 16 | Giuseppe Farina     | Maserati 4CLT/48  | 47   | Motore       |
| Rit |    | Harry Schell        | Maserati 4CLT/48  | 40   | ?            |
| Rit | 14 | Prince Bira         | Maserati 4CLT/48  | 38   | ?            |
| Rit | 8  | Ferdinando Righetti | Ferrari 125       | 18   | ?            |
| Rit | 12 | Giovanni Bracco     | Ferrari 166C      | 3    | ?            |